# Phil-Mar van Rensburg
Phil-Mar van Rensburg (Sudáfrica, 23 de junio de 1989) es un atleta sudafricano, especialista en la prueba de lanzamiento de jabalina, en la que logró ser campeón africano en 2016

## Carrera deportiva
En el Campeonato Africano de Atletismo de 2016 ganó la medalla de oro en lanzamiento de jabalina con una marca de 76.04 metros; y en el Campeonato Africano de Atletismo de 2018 celebrado en Asaba (Nigeria) ganó la medalla de plata en el lanzamiento de jabalina, llegando hasta los 76.57 metros, siendo superado por el keniano Julius Yego (oro con 77.34 metros) y por delante del nigeriano Kure Adams (bronce con 75.69 metros.